# Rennellia borneensis
Rennellia borneensis är en måreväxtart som beskrevs av Henri Ernest Baillon. Rennellia borneensis ingår i släktet Rennellia och familjen måreväxter. Inga underarter finns listade i Catalogue of Life.